# Barleycorn
Barleycorn, auch Barley-corn oder Barley corn, das Gerstenkorn, war ein angloamerikanisches Längenmaß.
- 1 Barleycorn = 1⁄3 Inch = 0,846 Zentimeter
- 1 Poppyseed = 1 Line = 1⁄4 Barleycorn = 1⁄12 Inch = 1⁄144 Fuß (US) = 2,116 Millimeter
- selten: 1 Poppyseed = 1 Line = 1⁄5 Barleycorn = 1⁄15 Inch = 1⁄180 Fuß (US) = 1,693 Millimeter